# Nazionale maschile di pallacanestro della Svezia
La nazionale maschile di pallacanestro della Svezia (Sveriges herrlandslag i basket) rappresenta la Svezia alle competizioni internazionali maschili di pallacanestro organizzate dalla FIBA. È gestita dalla Federazione cestistica della Svezia.

## Storia
La nazionale svedese ha partecipato per nove volte alla fase finale dell'europeo, la prima nel 1953 e l'ultima nel 2003 quando il torneo si giocò in Svezia.
Il risultato migliore lo ha raggiunto nel 1995 arrivando undicesima nel torneo che si giocò ad Atene.
Ha partecipato anche al torneo olimpico (vinto dalla Jugoslavia davanti all'Italia) del 1980 a Mosca classificandosi decima su dodici partecipanti.

## Piazzamenti
Olimpiadi
- 1980 - 10°

Europei
- 1953 - 17°
- 1955 - 16°
- 1961 - 18°
- 1965 - 16°
- 1969 - 12°
- 1983 - 12°
- 1993 - 15°
- 1995 - 11°
- 2003 - 16°
- 2013 - 13°

## Formazioni

### Olimpiadi
Pallacanestro ai Giochi della XXII Olimpiade - Torneo maschile4 Andersson, 5 Nordgren, 6 Gunterberg, 7 Unger, 8 Taxén, 9 Karlsson, 10 Enjebo, 11 Malion, 12 Rahm, 13 Feldreich, 14 Yttergren, 15 Skyttevall,        All. Mike Perry

### Europei
Campionato europeo maschile di pallacanestro 19533 Erkers, 4 Eliasson, 5 Herrman, 6 S. Widén, 7 B. Widén, 8 Ö. Widén, 9 Larsson, 10 Olsson, 11 Sundell, 12 Gustavsson, 13 Keijser, 14 Hallberg,        All. Lars-Åke Nilsson
Campionato europeo maschile di pallacanestro 19553 S. Widén, 4 B. Widén, 5 Ö. Widén, 6 Holmberg, 7 Törnblom, 8 Helgöstam, 9 Herrman, 10 Hallberg, 11 Cardell, 12 af Trolle, 13 Gustavsson, 14 Oldenmark, 15 Renner, 16 Ragge,        All. Lars-Åke Nilsson
Campionato europeo maschile di pallacanestro 19614 af Klinteberg, 5 S. Widén, 6 Tohver, 7 B. Widén, 8 Langemar, 9 Törnblom, 10 Lundberg, 11 Andersson, 12 Wennström, 13 Ö. Widén, 14 Kraulis, 15 Dahllöf,        All. Juris Reneslācis
Campionato europeo maschile di pallacanestro 19654 Albertsson, 5 Hansson, 6 Grönlund, 7 Leinås, 9 Lindelöf, 10 Lundberg, 11 Langemar, 12 Cullert, 13 Lefwerth, 14 K. Håkanson, 15 E. Håkanson, 16 Svensson,        All. Rolf Nygren
Campionato europeo maschile di pallacanestro 19694 Gunnå, 5 Lundmark, 6 Grönlund, 7 Lindelöf, 8 Veigurs, 9 Edström, 10 Fügedi, 11 Hjorth, 12 Lefwerth, 13 Rannelid, 14 Albertsson, 15 Hansson,        All. Arne Jansson
Campionato europeo maschile di pallacanestro 19834 Magarity, 5 Malion, 6 Nyström, 7 Sehlberg, 8 Nordgren, 9 Karlsson, 10 Grant, 11 Faleström, 12 Rahm, 13 Feldreich, 14 Eriksson, 15 Skyttevall,        All. Sven Jensen
Campionato europeo maschile di pallacanestro 19934 Håkanson, 5 Tegel, 6 Andersson, 7 Evers, 8 Gaddefors, 9 Borg, 10 Jansson, 11 Tillman, 12 Gehrke, 13 Marcus, 14 Stümer, 15 Sahlström,        All. Rolf Nilsson
Campionato europeo maschile di pallacanestro 19954 Håkanson, 5 Andersson, 6 C. Larsson, 7 Evers, 8 Gaddefors, 9 J. Larsson, 10 Lefwerth, 11 Blom, 12 Gehrke, 13 Marcus, 14 Lundahl, 15 Sahlström,        All. Rolf Nilsson
Campionato europeo maschile di pallacanestro 20034 Burke, 5 H. Larsson, 6 Johnsson, 7 Levin, 8 Nnamaka, 9 J. Larsson, 10 Myrthil, 11 Blom, 12 Jönzén, 13 Maråker, 14 Pettersson, 15 Dajic,        All. Jan Enjebo
Campionato europeo maschile di pallacanestro 20134 Håkanson, 5 Skjöldebrand, 6 Kjellbom, 7 Pita, 8 A. Gaddefors, 9 T. Massamba, 10 Grant, 11 Jerebko, 12 B. Massamba, 13 Rush, 14 Taylor, 15 V. Gaddefors,        All. Brad Dean

## Nazionali giovanili
- Selezioni giovanili della nazionale di pallacanestro della Svezia